# Runnin’ Wild (Lied)
Runnin’ Wild ist ein Popsong, den  Arthur  Harrington Gibbs (Musik), Joe Grey und Leo Wood (Text) verfassten und 1922 im New Yorker Musikverlag Leo Feist 1922 veröffentlichen. Er wurde seitdem zu einem viel gespielten Jazzstandard.

## Hintergrund
Die Redensart running wild war zu dieser Zeit, zu Frauen gesprochen, ein Euphemismus für Promiskuität; die Phrase war der Titelsong einer gleichnamigen Musikrevue.

## Erste Aufnahmen und spätere Coverversionen
Zu den Musikern, die den Song ab Ende 1922 coverten, gehörten Joseph Samuels (Paramount), Nathan Glantz (Pathé), Ted Lewis (Columbia), die Original Memphis Five (Paramount), The Virginians (Victor), Ladd's Blue Aces (Gennett), in England Jack Hyltons Grosvenor Dance Orchestra (Zonophone), in Berlin Eric Borchard (Schallplatte 'Grammophon') und das Neger Jazz Orchester  [sic] (Vox) sowie in Paris Billy Arnold's Novelty Jazz Band (Pathé). Eine Studioband um Phil Napoleon, Jimmy Lytell, Frank Signorelli spielte den Song als  The Cotton Pickers für Brunswick sowie als The Southland Six für Vocalion Records ein. Auch Hillbillybands wie James Cole's Washboard Four (Champion 40047) spielten den Song ein.
Bereits in den 1930er-Jahren wurde Runnin' Wild u. a. vom Duke Ellington Orchestra, Django Reinhardt, Red Nichols und Nat Gonella gecovert; der Diskograf Tom Lord listet im Bereich des Jazz insgesamt 383 (Stand 2016) Coverversionen, Hervorhebenswert sind die späteren Aufnahmen von Ernestine Anderson, Benny Goodman, Abbey Lincoln, Jimmie Lunceford, Glenn Miller, Slam Stewart, Ralph Sutton und Art Tatum. Marilyn Monroe interpretierte den Song in Billy Wilders Komödie Some Like It Hot.